# Vistovîci, Sambir
Vistovîci (în ucraineană Вістовичі) este un sat în comuna Mîhailevîci din raionul Sambir, regiunea Liov, Ucraina.

## Demografie
Componența lingvistică a localității Vistovîci
     Ucraineană (100%)
Conform recensământului din 2001, toată populația localității Vistovîci era vorbitoare de ucraineană (100%).